# 1923
Évszázadok: 19. század – 20. század – 21. század
Évtizedek: 1870-es évek – 1880-as évek – 1890-es évek – 1900-as évek – 1910-es évek – 1920-as évek – 1930-as évek – 1940-es évek – 1950-es évek – 1960-as évek – 1970-es évek
Évek: 1918 – 1919 – 1920 – 1921 –  1922 – 1923 – 1924 – 1925 – 1926 – 1927 – 1928

## Események

### Határozott dátumú események
- január 1. – A csehszlovák közigazgatás egységesítése érdekében bevezetik az ún. nagymegyék rendszerét, amely Szlovákiában a korábbi magyarországi megyerendszer 16 vármegyéje helyett 6 „župát” eredményez.[1]
- január 5. – Josef Šoupal anarchista Prágában merényletet követ el a csehszlovák pénzügyminiszter, Alois Rašín ellen. (A miniszter 18-án hal bele sérüléseibe.)[1]
- január 11. – Francia és belga csapatok elfoglalják a Ruhr-vidéket,[2] hogy kierőszakolják Németországtól a háborús jóvátételt.
- február 4. – Bulgáriában sikertelen merényletet követnek el Alekszandar Sztambolijszki miniszterelnök ellen.[3]
- február 10. – A Szlovén-Horvát-Szerb Királysághoz csanádi egyházmegyei plébániákból apostoli kormányzóság alakul Nagybecskerek székhellyel.[4]
- február 17. – A Román Királysághoz csatolt csanádi egyházmegyei plébániákból apostoli kormányzóság alakul Temesvár székhellyel.[5]
- február 21. – A budapesti törvényszék vagyonvesztésre ítéli Károlyi Mihályt.[6]
- március 1. (Julián naptár szerint február 16.) – Görögországban bevezetik a Gergely-naptárt.[7]
- március 2. – Csepelen üzembe helyezik az első magyar rádiót.[8]
- március 6. – A csehszlovák nemzetgyűlés törvényt fogad el a köztársaság védelmét szolgáló rendelkezésekről.[1]
- március 18. – Parlamenti választások a Szerb–Horvát–Szlovén Királyságban a radikálisok győzelmével.[9]
- március 25. – Glattfelder Gyula csanádi megyés püspök székhelyét Temesvárról Szegedre teszi át.[10]
- március 27. Romániában megszavazzák az új alkotmányt, amely általános, egyenlő és titkos választójogot biztosít a férfiaknak.[11]
- május 15. – Lengyelországban a Nemzeti Egység Keresztény Szövetsége és a Piast Párt aláírja a lanckoronai szerződést, mely a Sikorski-kormány bukásához vezet.[12]
- május 18. – Prágában megkezdi rendszeres adását a csehszlovák rádió.[1]
- május 28. – Lengyelországban megalakul a Wincenty Witos vezette új kormány.
- július 24. – Törökország és az antanthatalmak aláírják a Lausanne-i békeszerződést.[13]
- július 19. – Hazaárulás vádjával per kezdődik Stjepan Radić, Vlatko Maček és Juraj Krnjevic, a Horvát Parasztpárt képviselői ellen.[9]
- augusztus 2. – Országos körútjának San Franciscó-i állomásán, teljes kimerültségben meghal Warren G. Harding amerikai elnök. Utódja alelnöke, Calvin Coolidge.[14]
- augusztus 13. – Gustav Stresemann kormánya Németországban.
- augusztus 18. – A csehszlovák-lengyel határviták a Népszövetség Tanácsa elé kerülnek. (A Tanács 1924. március 24-én szentesíti a hágai nemzetközi bíróság által kidolgozott megoldást. A határvitát a két ország 1925. április 23-án, Edvard Beneš külügyminiszter varsói látogatásakor zárja le.)[1]
- szeptember 1. – A Richter-skála szerint 7,9-8,3 erősségű földrengés rázza meg Tokiót és Jokohamát, több mint százezer ember halálát okozva.
- szeptember 13. – Spanyolországban Miguel Primo de Rivera államcsínnyel magához ragadja a hatalmat és katonai diktatúrát vezet be. (XIII. Alfonz spanyol király azonnal elismeri a diktatúrát, a cortest pedig feloszlatják.)[15]
- szeptember 19.–október 2. – Lengyelország Kommunista Munkáspártja II. kongresszusa határoz arról, hogy egységfrontot alakít ki a demokratákkal egy munkás-paraszt kormány létrehozására. (Követelik a földek szétosztását a parasztságnak, a földesurak kártalanítása nélkül.)[12]
- október 5. – Lengyelország Kommunista Munkáspártja és az egységfront „21-es bizottsága” Felső-Sziléziában általános sztrájkot hirdet. (A łódzi textilmunkások és a varsói munkások követik a felhívást.)[12]
- október 6. – Csehszlovákiában több mint 120 ezer bányász sztrájkol a bércsökkentés ellen.[1]
- október 10. – Cao Kunt az általa lefizetett Kínai Nemzetgyűlés a Kínai Köztársaság elnökévé választja.
- október 16. – A csehszlovákiai helyhatósági választásokon a legtöbb szavazatot az agrárpárt, a kommunisták és a néppárt szerzi meg. (Szlovákiában 16,6%-os eredménnyel a néppárt a legerősebb párt.)[1]
- október 23. – Hamburgban Ernst Thälmann vezetésével munkásfelkelés tör ki, melyet csak 26-án tudtak leverni.
- október 29. – Az Oszmán Birodalom felbomlása, a köztársaság kikiáltása, Törökország megalakulása.
- november 6. – Sztrájkok Krakkóban, ahol a sztrájkolók összetűznek a rendőrséggel. A kormány rendkívüli állapotot hirdet és a tüntetőkre lövet (18 halálos áldozat, főbb mint 200 sebesült).[12]
- november 8–9. – Adolf Hitler puccskísérlete Münchenben.[16][17]
- november 15. – A csehszlovák parlamenti választásokon az agrárpárt szerzi a legtöbb szavazatot (13,7%), a második helyen a Kommunista Párt (13,2%), a harmadikon a cseh néppárt (9,7%) végez. (A Magyar Keresztényszocialista Párt négy mandátumot szerez.)[1]
- november 20. – Habsburg Ottó születésnapján királypárti demonstrációt tartanak budapesti Bazilikában.
- november 26. – A kisantant államok jegyzőkönyvben kötelezik magukat, hogy egymás fegyverszállítmányait átengedik országaikon.[1]
- november 29. – Franciaország és a Szovjetunió megnemtámadási és semlegességi szerződést köt.
- december 9. – Ismét Antonín Švehla vezetésével alakul meg a csehszlovák kormány.[1]
- december 19. – Megbukik a Witos-kormány,[18] és másodszor is Władysław Grabskit választják meg Lengyelország miniszterelnökévé.[19] (Az új kormányfő a gazdasági helyzet javítására kidolgozza az ún. stabilizációs tervet. A Grabski-reformok legjelentősebb pontja az adóprés megszorítása, ezzel a vagyonos rétegeket ugyanúgy közvetett adóval terhelik, mint a dolgozókat. Megreformálják a közigazgatást, új pénzt (złoty) vezetnek be, s létrehozzák a Lengyel Bankot. Meggyorsul a külföldi tőke beáramlása.)[20]
- december 18. – Aláírják a Magyar Királyság és a Török Köztársaság közötti barátsági egyezményt.[21]

### Határozatlan dátumú események
- az év elején – Gazdasági és pénzügyi válság Lengyelországban, ahol hiányzik az állami integráció az egymással hadakozó politikai és társadalmi pártokkal, csoportosulásokkal – főleg a Piłsudski-pártiak és a nemzeti demokraták – szemben.[12]
- április – A csehszlovákiai ellenzéki magyar kisebbségi pártok, úgymint az Országos Keresztényszocialista Párt és a Magyar Nemzeti Párt közös beadványt juttat el a Népszövetséghez a csehszlovákiai magyarság politikai, kulturális és gazdasági sérelmeiről.[1]

## Az év témái

### 1923 a filmművészetben
- szeptember 3. – A Paramount Pictures által szerződtetett Ernts Lubitsch bemutatja első amerikai játékfilmjét, a Rositát, amit a közönség elutasítóan fogad.
- október 16. - Walt Disney és testvére Roy Oliver Disney megalapítják a The Walt Disney Company-t.
- december 29. – Vladimir K. Zworykin (1889–1982), orosz származású amerikai feltaláló szabadalmaztatja az „ikonoszkópot”, egy elektronikus kameracsövet, amely A.A. Campbell-Swinton 1911-es javaslatát követi. Zworykin fejlesztése több ponton épít Tihanyi Kálmán szabadalmaira.
- Safety Last! (Felhőkarcoló szerelem), főszereplő Harold Lloyd.
- The Ten Commandments, főszereplő Theodore Roberts; rendező Cecil B. DeMille
- Why Worry?, főszereplő Harold Lloyd
- A Woman of Paris, főszereplő Edna Purviance; rendező Charles Chaplin
- Fejős Pál – Egri csillagok
- Kertész Dezső – Az elrabolt királyfi
- Balogh Béla – Fehér galambok fekete városban
- Balogh Béla – A lélek órása
- Deésí Alfréd – A két és fél jómadár

### 1923 az irodalomban
- január eleje – Megjelenik a Napkelet első száma.[8]
- október 17. – Baumgarten Ferenc Ferdinánd végrendeletében megalapítja a Baumgarten-díjat.[22]
- november – Megjelenik Károlyi Mihály memoárja Egy egész világ ellen címmel.[6]

### 1923 a sportban
- Az MTK nyeri az NB 1-et, ez a klub 10. bajnoki címe.

### 1923 a tudományban
- A magyar Posta Kísérleti Állomás személyzetéből alakult amatőr gárda elkezdi sugározni a rádióműsort. (A hivatalos adás 1925. december 1-jén indult.)

### 1923 a zenében
- február 7. – Berlinben bemutatják Bartók Béla Bartók: 2. hegedű-zongora szonátáját.[23]
- november 19. – Budapesten bemutatják Bartók Béla Táncszvitjét, Kodály Zoltán Psalmus Hungaricus és Dohnányi Ernő Ünnepi nyitány című zeneművét a pesti Vigadóban.[8]
- Arthur Honegger: Pacific 231

## Születések
- január 7. – Pinkas Braun(wd) svájci színész és filmrendező († 2008)
- január 12. – Kakas János bányamérnök, bányaigazgató († 2017)
- január 21. – Pahiño(wd) spanyol labdarúgó († 2012)
- január 31. – Norman Mailer amerikai író († 2007)
- február 1. – Piero Lulli olasz színész († 1991)
- február 4.
  - Conrad Bain(wd) kanadai-amerikai színész († 2013)
  - Belisario Betancur(wd) kolumbiai politikus, diplomata, köztársasági elnök (1982–1986) († 2018)
- február 6.
  - Lóránt Gyula labdarúgó, az Aranycsapat keménységéről ismert középhátvédje, labdarúgóedző († 1981)
  - Póczy Klára régész, művészettörténész († 2008)
- február 12. – Franco Zeffirelli olasz filmrendező († 2019)
- február 13. – Chuck Yeager az amerikai légierő dandártábornoka, berepülőpilóta († 2020)
- február 18.
  - Rátonyi Róbert színész († 1992)
  - Aczél György magyar szemész, katonaorvos, egészségügyi miniszterhelyettes († 1984)
- február 20. – Vay Ilus színésznő († 2008)
- március 1. – Kuczka Péter író, költő, szerkesztő († 1999)
- március 4. – Pogány Péter, irodalomtörténész, néprajztudós, ponyvakutató, folklorista, bencés szerzetes († 1993)
- március 20. – Aba Iván író, újságíró († 1982)
- március 21. – Nyers Rezső magyar közgazdász, politikus, az MSZP első elnöke († 2018)
- március 31. – Kameniczky József gépészmérnök, fegyvertervező († 1997)
- április 11. – Kállai Klára természetgyógyász, gasztronómiai szakíró († 1995)
- április 7. – Árus Tibor magyar igazgatási szakember, Békés megyei tanácsi főtisztviselő († 1967)
- április 18. – Sidó Ferenc kilencszeres világbajnok asztaliteniszező († 1998)
- április 22. – Aaron Spelling amerikai producer († 2006)
- május 2. – Diószegi Vilmos néprajzkutató, orientalista († 1972)
- május 3. – Bíró András író, költő, újságíró († 2016)
- május 14. – Alfredo Pieroni olasz író, újságíró († 2011)
- május 25. – Bisztrai Mária romániai magyar színésznő († 2020)
- május 26. – Horst Tappert német színész (Derrick főfelügyelő) († 2008)
- május 27. – Henry Kissinger Nobel-békedíjas amerikai diplomata, politikus, író († 2023)
- május 28. – Ligeti György Kossuth-díjas magyar zeneszerző († 2006)
- május 30. – Jeney László olimpiai bajnok vízilabdázó († 2006)
- június 19. – Bánhalmi Ferenc atléta, rövidtávfutó, sportvezető († 1983)
- július 1. – Pajor Kornél világbajnok gyorskorcsolyázó († 2016)
- július 2. – Melis György operaénekes († 2009)
- július 5. – Klaniczay Tibor irodalomtörténész († 1992)
- július 26. – Tóth István magyar fotóművész († 2016)
- július 28. – Örvös Lajos, író költő, műfordító († 2002)
- július 31. – Ahmet Ertegün az Atlantic Records török származású alapítója és ügyvezető igazgatója († 2006)
- augusztus 2. – Simón Peresz lengyelországi születésű izraeli politikus, Izrael Állam 9. elnöke († 2016)
- augusztus 15. – Horváth Pál gépészmérnök, az Egyesült Izzó nyugalmazott vezérigazgató-helyettese († 2017)
- augusztus 16. – Dávid Katalin kétszeres Széchenyi-díjas magyar művészettörténész († 2023)
- augusztus 19. – Gera Zoltán Kossuth-díjas magyar színművész, a nemzet színésze († 2014)
- augusztus 22. – Földes Péter Mihály (Peter Foldes), festő animációs filmrendező († 1977)
- szeptember 1. – Szabadváry Ferenc tudománytörténész († 2006)
- szeptember 1. – Rocky Marciano nehézsúlyú ökölvívó-világbajnok († 1969)
- szeptember 3. – Dénes György geográfus, helytörténész († 2015)
- szeptember 8. – Gerencsér Ferenc cimbalomművész, cimbalomtanár († 1989)
- szeptember 15. – Fejes Endre Kossuth-díjas magyar író († 2015)
- szeptember 26. – Oláh Andor természetgyógyász, orvos, szakíró († 1994)
- szeptember 28. – Kabos László Jászai Mari-díjas magyar színművész († 2004)
- október 3. – Morvay Judit  magyar néprajzkutató († 2002)
- október 4. – Charlton Heston amerikai színész († 2008)
- október 21. – Eva Maria Bauer(wd) német színésznő, A klinika című sorozat Hildegard főnővére († 2006)
- október 23. – Nagy Béla magyar festőművész, tanár († 2009)
- október 25. – Somkuti Elemér magyar erdőmérnök, egyetemi tanár († 2004)
- október 27.
  - Márk Gergely kertészmérnök, gyógynövény- és rózsanemesítő († 2012)
  - Roy Lichtenstein amerikai festő († 1997)
- október 28. – Kormos István költő, műfordító († 1977)
- október 30. – Pungor Ernő vegyészmérnök, egyetemi tanár, az MTA tagja, OMFB elnök, miniszter (1990-94), a Britannica Hungarica világenciklopédia szerkesztő bizottságának társelnöke († 2007)
- november 1. – Varga Imre, Kossuth-díjas magyar szobrászművész, a nemzet művésze († 2019)
- november 6. – Molnár Géza író, újságíró († 2011)
- november 18. – Alan Shepard az első amerikai űrhajós († 1998)
- november 20. – Nadine Gordimer Irodalmi Nobel-díjas dél-afrikai írónő († 2014)
- november 22. – Bodolay Géza magyar irodalomtörténész († 2002)
- december 3. – Maria Callas görög opera-énekesnő († 1977)
- december 27. – Hajdú Péter Széchenyi-díjas magyar nyelvész, egyetemi tanár, az MTA rendes tagja († 2002)
- december 27. – Novakovszky László(wd) kosárlabdázó, az 1948-as londoni olimpiai játékokon a magyar válogatott kapitánya († 2008)
- december 29. – Pécsi Márton állami és Széchenyi-díjas földrajztudós, geomorfológus, térképész, az MTA tagja († 2003)
- december 29. – Lily Ebert magyar származású holokauszt-túlélő († 2024)

## Halálozások
- január 3. – Jaroslav Hašek, cseh író (* 1883)
- január 9. – Katherine Mansfield új-zélandi születésű angol írónő (* 1888).
- február 1. – Ernst Troeltsch, német evangélikus teológus, vallásfilozófus és történetfilozófus (* 1865)
- február 10. – Wilhelm Conrad Röntgen, a róla elnevezett sugárzás felfedezője (* 1845)
- március 25. – Charles Immanuel Forsyth Major, svájci zoológus és paleontológus (* 1843)
- április 30. – Benka Gyula tanár, pedagógiai író, újságíró (* 1838)
- május 21. – Ferdinand Walsin-Esterhazy francia katonatiszt, áruló, kém (* 1847)
- június 20. – Pancho Villa, mexikói forradalmár (* 1878)
- június 21. – Arányi Dezső operaénekes (* 1867)
- augusztus 10. – Joaquín Sorolla spanyol festő (* 1863)
- augusztus 18. – Czillich Anna festőművész (* 1893)
- november 9. – Pecz Vilmos, nyelvész az MTA tagja (* 1854)
- november 9. – Max Erwin von Scheubner-Richter, német diplomata, politikus, a Müncheni sörpuccs egyik főszervezője (* 1884)
- november 21. – Radnai Béla, magyar szobrászművész (* 1873)
- december 5. – Dobó Sándor, színész, színigazgató (* 1855)
- december 16. – Kacsóh Pongrác, zeneszerző, zenepedagógus, tanár (* 1873)
- december 27. – Gustave Eiffel, francia építészmérnök és gyáriparos (* 1832)

## Nobel-díjasok
- A Nobel-díjat a svéd Alfred Nobel alapította, 1901 óta adják át, melyet a Svéd Királyi Tudományos Akadémia ítél oda a tudomány, az irodalom és humanitárius területen kimagasló eredményt elért magánszemélyeknek, illetve intézményeknek.

| Fizikai            | Robert Millikan, amerikai fizikus                                              |
| Kémiai             | Fritz Pregl osztrák kémikus                                                    |
| Orvosi-fiziológiai | Frederick Banting kanadai orvos, John James Rickard Macleod kanadai fiziológus |
| Irodalmi           | William Butler Yeats, ír költő                                                 |
| Béke               | nem adták ki                                                                   |